# Mercedes Franco
Mercedes Franco (El Tejero, Monagas, Venezuela, 3 de noviembre de 1948) es una novelista, cronista y escritora de literatura infantil venezolana. Estudió la carrera de Letras en la Universidad Central de Venezuela. 

## Trayectoria
Sus crónicas diarias, publicadas por más de diez años en el periódico El Nacional, en la columna titulada “Cantos de Sirena”, le dieron proyección nacional. 
Incursionó en la narrativa, en 1992, con su novela La Capa Roja, ya con dos ediciones, la cual obtuvo un voto como ganador del Concurso Planeta en el año 1992. Su más reciente trabajo es la novela histórica Crónica Caribana publicada por la editorial Santillana, en el 2006. 
Sus libros para niños han constituido un éxito editorial sin precedentes en la historia de la literatura infantil venezolana, sus textos son obligatorios en muchos colegios, y es leída por todos los niños y adolescentes en las escuelas y liceos, públicos y privados de Venezuela. Su libro Vuelven los fantasmas tiene más de cinco ediciones por Monte Ávila Editores Latinoamericana. Obtuvo, en 1998, el premio internacional IBBY, por Vuelven los fantasmas.
Su programa de radio “Cosas de Venezuela” es transmitido desde hace más de veinte años por la Radio Nacional de Venezuela. Es profesora universitaria y fue directora del Canal Musical de la Radio Nacional de Venezuela. Ha sido traducida a varios idiomas, aparece en diversas antologías.
En 2008 fue nominada al Premio Astrid Lindgren por el Banco del Libro.

## Obras
Ha publicado los siguientes libros:
- Cantos de Sirena (Crónicas). Academia Nacional de la Historia. 1987
- La Capa Roja (Novela). Editorial Planeta. Caracas. 1992
- Vuelven los Fantasmas (Cuentos infantiles).Monte Ávila Editores Latinoamericana. Caracas. 1996.
- Cuentos para Gatos (Cuentos infantiles). Playco Editores. Caracas. 2000
- La Piedra del Duende (Cuentos infantiles). Editorial Santillana. Caracas. 2000
- El arreo y otros Cuentos. (Cuentos) Universidad de los Llanos. 2000.
- Cuentos de la Noche (Cuentos infantiles). Playco Editores. Caracas 2001
- Diccionario de Fantasmas, Misterios y Leyendas. Editora El Nacional. Caracas. 2002
- vida y obra de la mujer
- Criaturas Fantásticas de América (Cuentos infantiles). Playco Editores. Caracas. 2003
- Annie y el Mar. (Cuento infantil). Ediciones Thule. Barcelona, España. 2006
- Simón coleccionaba tortugas. (Cuento infantil). Monte Ávila Editores Latinoamericana.2006
- Crónica Caribana. (Novela) Alfaguara. Caracas. 2006
- Así Somos. (Manual de folklore para niños) Ediciones “B”. Caracas 2007
- La Capa Roja (Novela, 2a. Edición) Fondo Editorial del IPAS-Ministerio de Educación. Caracas. 2007.
- Ribas el ivencible. (Cuento). Editorial Santillana S.A.